# Ophiopristis
Ophiopristis is een geslacht van slangsterren uit de familie Ophiacanthidae.

## Soorten
- Ophiopristis axiologus H.L. Clark, 1909
- Ophiopristis dissidens (Koehler, 1905)
- Ophiopristis ensifera Verrill, 1899
- Ophiopristis gadensis Rodrigues, Paterson, Cabrinovic & Cunha, 2011
- Ophiopristis hirsuta (Lyman, 1875)
- Ophiopristis luctosa (Koehler, 1904)
- Ophiopristis mitsuii Murakami, 1942
- Ophiopristis procera (Koehler, 1904)
- Ophiopristis vestita (Koehler, 1897)